# Lutherion (группа)
Lutherion (производное от слов Martin Luther и therion — греч. «чудовище», «зверь», «Антихрист») — немецкая готик-метал-группа. Название коллектива, по словам лидера группы Артауда Сета, отражает «сущность современного европейского язычества, именуемого христианством».

## История группы
Группа была образована в 2009 году как реорганизованный музыкальный коллектив Garden of Delight. Фактически, Lutherion — это те же Garden of Delight с несколько изменённым составом, однако участники группы позиционировали себя как вполне самостоятельную команду, порвавшую с историей GOD.
В 2009 году группа записала альбом «Kosmogenesis», получивший благосклонные отзывы критиков и одобрительно встреченный публикой. Тем не менее, проекту так и не удалось «выйти из тени Garden of Delight»: он не воспринимался публикой как самостоятельный. Уже спустя год участники группы в том же составе организовали другой коллектив под названием Merciful Nuns, исполняющий классический готик-рок в духе Sisters of Mercy, поздних Joy Division и ранних Garden of Delight. В начале 2011 года Артауд Сет в интервью музыкальному журналу Dominion заявил, что не предполагает возвращения к работе в рамках проекта Lutherion.

## Дискография

### Студийные альбомы
- 2009 — Kosmogenesis

### Синглы
- 2009 — Nebelthron
- 2009 — Sodomie
- 2009 — Psychonaut